# DJ Fresh
Деніел Едвард Стейн (англ. Daniel Edward Stein; нар. 11 квітня 1977, Вортінг, Велика Британія) — англійський музикант, ді-джей та продюсер, відоміший за сценічним ім'ям як DJ Fresh. Один із засновників гурту Bad Company. Разом з Adam F є співвласником лейблу Breakbeat Kaos.

## Біографія

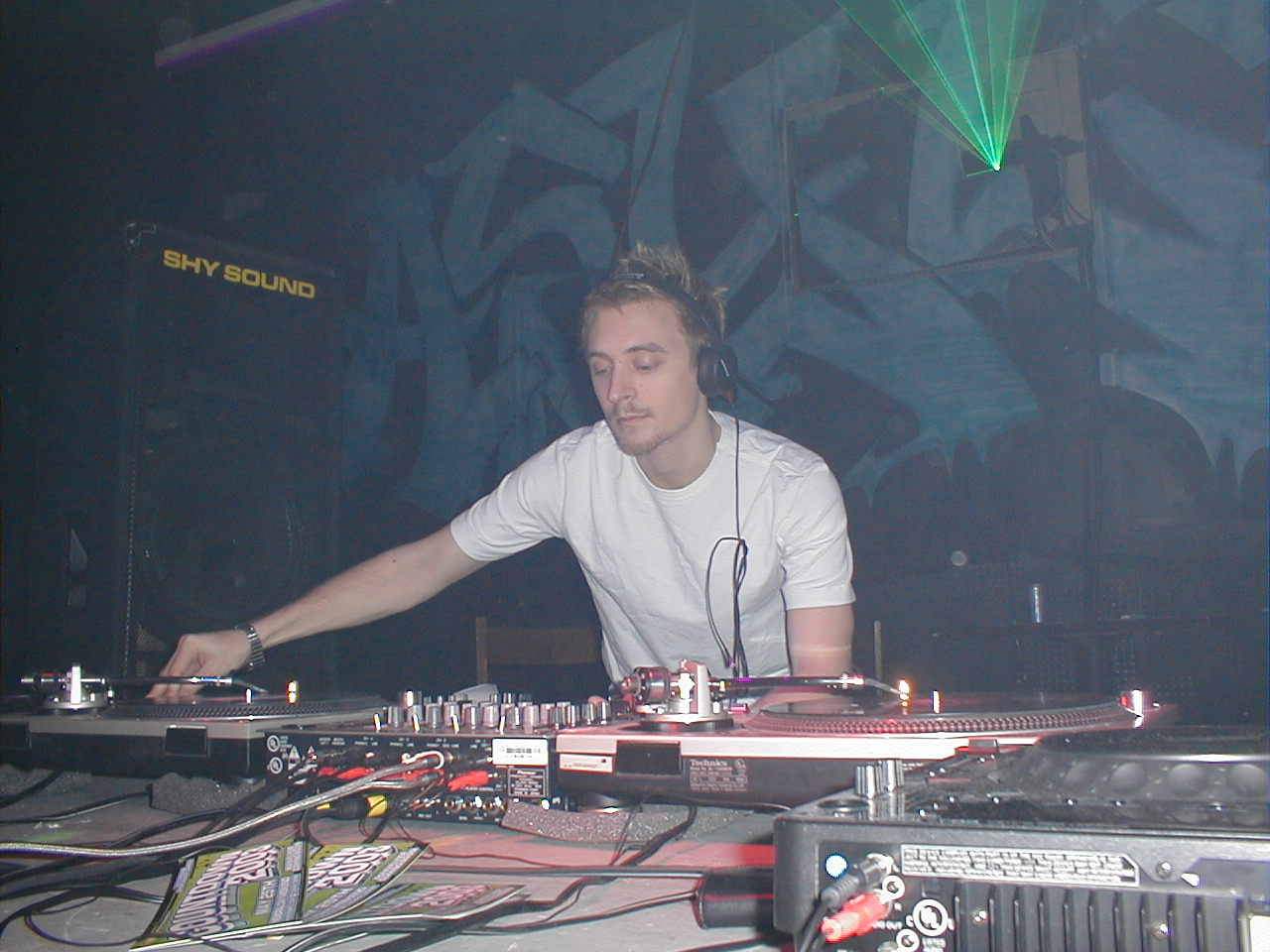
DJ Fresh під час сету в Спрингфілді, Массачусетс, 2003.

1998 року разом з Дарреном Вайтом, Джейсоном Мальдіні та Майклом Войціцкі заснував гурт Bad Company та лейбл BC Recordings. Тоді ж хлопці записали свій трек «Nine», який згодом був визнаний читачами «Knowledge Magazine» як найкращий драм-енд-бейс трек всіх часів. 
2002 року відновив сольну кар'єру та заснував лейбл «Breakbeat Punk». Невдовзі після цього об'єднав цей лейбл з компанією Adam F Kaos Recordings, утворивши таким чином Breakbeat Kaos.
2006 року випустив свій перший сольний альбом Escape from Planet Monday.
2009 року на лейблі Digital Soundboy випустив сингл «Heavyweight». Трек значно відрізнявся від звичного стилю ді-джея, але отримав позитивні відгуки від критиків, публіки та радіостанцій. Після цього Fresh видав сингл «Hypercaine» (включаючи ремікс від Nero у вересні 2009 року), який потрапив у денниу ротацію BBC Radio 1.
1 серпня 2010 року випустив сингл «Gold Dust», який був записаний за участі Ce'Cile. Трек досягнув 24-ї позиції у чарті Великої Британії та 39-ї — в Ірландії. 16 серпня вийшов другий студійний альбом Kryptonite, який досягнув четвертої позиції в хіт-параді UK Dance Chart. Після цього ді-джей разом з Sigma видав сингл «Lassitude», який опинився на 98-ому місці в хіт-параді UK Singles Chart і на 11-ому в UK Dance Chart.
«Louder», перший сингл з наступного альбому Nextlevelism, вийшов 3 липня 2011 року. Згодом пісня використовувалась у рекламі напоїв Lucozade. Участь у записі пісні взяла Шан Еванс з гурту Kosheen, а сама пісня завоювала четверту сходинку хіт-параду Irish Singles Chart та стала першою в жанрі дабстеп на першому місці в UK Singles Chart.
12 лютого 2012 року вийшов другий сингл «Hot Right Now», записаний разом з співачкою Рітою Орою. Треку вдалось зайняти перше місце в UK Singles Chart, ставши таким чином першим драм-енд-бейс треком, який зайняв найвищу сходинку цього чарту. Третій сингл з майбутнього альбому, «The Power», записаний за участі репера Діззі Раскала, офіційно вийшов 3 червня 2012 року. 23 вересня світ побачив четвертий сингл «The Feeling», а 1 жовтня вийшов новий альбом DJ Fresh Nextlevelism. Альбом містить треки, які були записані у співпраці з багатьма музикантами, серед яких Ріта Ора, Діззі Раскал, Rizzle Kicks, Professor Green, Ms. Dynamite, The Fray та Ліам Бейлі.
2012 року Стейн почав працювати над своїм четвертим студійним альбомом. Провідний сингл альбому — «Earthquake», записаний разом з Diplo та Dominique Young Unique. Пісня вийшла 18 серпня 2013 року та досягнула четвертої сходинки в UK Singles Chart. Незабаром вийшла дещо відредагована версія, записана спеціально для фільму «Пипець 2» та називалась «Motherquake». Наступний сингл альбому називався «Dibby Dibby Sound» та включав в себе співпрацю з продюсером Джеєм Феєм та співачкою Ms. Dynamite. Третій сингл альбому — «Make U Bounce», записаний разом з TC та Little Nikki. Четвертий сингл — «Flashlight» випустив разом з Еллі Голдінг 28 вересня 2014 року. П'ятий сингл «Gravity» записав з Еллою Ейр та видав його 8 лютого 2015 року. 7 червня світ побачив співпрацю Стейна з Adam F у вигляді шостого синглу під назвою «Believer». Сьомий сингл «How Love Begins» був записаний разом з High Contrast, Діззі Раскалом та Клер Магвайр та виданий 5 лютого 2016 року. Восьмий сингл «Bang Bang» вийшов 9 грудня 2016 року та був записаний у співпраці з Diplo, R.City, Selah Sue та Крейгом Девідом.
Після того, як Стейн переміг рак в 2017 році, він зайнявся іншою своє пристрастю — розробкою програмного забезпечення. Влаштувався програмістом машинного навчання у компанію H2Labs, яка базується в Оксфордширі.

## Дискографія

### Студійні альбоми
- Escape from Planet Monday (2006)
- Kryptonite (2010)
- Nextlevelism (2012)

### Міні-альбоми
- Cactus Funk '02 (2005)
- Future Jungle (2011)

### Сингли
- «Submarines» (2004)
- «When the Sun Goes Down» (featuring Adam F) (2004)
- «All That Jazz» (featuring MC Darrison) (2005)
- «X Project» (2005)
- «Funk Academy» (2005)
- «The Immortal» (2006)
- «Nervous» (featuring Mary Byker) (2006)
- «Hypercaine» (featuring Stamina MC and Koko) (2009)
- «Gold Dust» (featuring Ce'Cile) (2010)
- «Lassitude» (with Sigma featuring Koko) (2010)
- «Louder» (featuring Sian Evans) (2011)
- «Hot Right Now» (featuring Rita Ora) (2012)
- «Gold Dust» (Nextlevelism re-release) (featuring Ms. Dynamite) (2012)
- «The Power» (featuring Dizzee Rascal) (2012)
- «The Feeling» (featuring RaVaughn) (2012)
- «Earthquake» (with Diplo featuring Dominique Young Unique) (2013)
- «Dibby Dibby Sound» (with Jay Fay featuring Ms. Dynamite) (2014)
- «Make U Bounce» (with TC featuring Little Nikki) (2014)
- «Flashlight» (featuring Ellie Goulding) (2014)
- «Gravity» (featuring Елла Ейр) (2015)
- «Believer» (with Adam F) (2015)
- «How Love Begins» (with High Contrast featuring Dizzee Rascal) (2016)
- «Bang Bang» (vs Diplo featuring R. City, Selah Sue and Craig David) (2016)
- «Never Wanna Stop / Civilization» (featuring Macky Gee, DJ Phantasy) (2018)

## Відеокліпи
| Назва               | Рік  | Альбоми                   | Режисер          |
| ------------------- | ---- | ------------------------- | ---------------- |
| «Nervous»           | 2006 | Escape from Planet Monday | Барні Гауеллс    |
| «Hypercaine»        | 2009 | Kryptonite                | Джеффрі Медофф   |
| «Gold Dust»         | 2010 | Kryptonite                | Бен Ньюмен       |
| «Lassitude»         | 2010 | Kryptonite                | Ролло Джексон    |
| «Louder»            | 2011 | Nextlevelism              | Бен Ньюмен       |
| «Hot Right Now»     | 2012 | Nextlevelism              | Роан Блер-Мангет |
| «The Power»         | 2012 | Nextlevelism              | Роан Блер-Мангет |
| «The Feeling»       | 2012 | Nextlevelism              | Айван Ігліві     |
| «Earthquake»        | 2013 |                           | Йонас і Франсуа  |
| «Dibby Dibby Sound» | 2013 | The Sacred Egg            |                  |
| «Make U Bounce»     | 2014 | Мікі Фіннеган             |                  |
| «Gravity»           | 2014 | Джеффрі Медофф            |                  |

## Нагороди та номінації
| Рік  | Організація | Нагорода               | Робота                               | Результат |
| ---- | ----------- | ---------------------- | ------------------------------------ | --------- |
| 2013 | BRIT Awards | Британський сингл року | «Hot Right Now» (featuring Rita Ora) | Номінація |